# Champel
Champel est un quartier résidentiel de la ville de Genève, en Suisse.
Ses nombreux espaces verts, ses immeubles cossus avec de luxueux appartements et sa proximité du Centre-Ville lui confèrent une situation privilégiée et en font l'un des quartiers « chics » de la ville de Genève. La tour de Champel, dominant les falaises de l'Arve, le plateau de Champel, ainsi que le Parc Bertrand sont les endroits les plus connus du quartier.
C'est sur cette colline que Michel Servet fut brûlé vif le 27 octobre 1553. Un monument expiatoire y a été élevé en 1903.

## Principaux commerces
On y trouve une Migros, un magasin K Kiosk, plusieurs cafés, tabacs et pharmacies, un restaurant chinois et deux pizzerias.

## Emblèmes de Champel

### Tour de Champel
La tour de Champel fut édifiée pour le compte de David Moriaud, un promoteur genevois des bains thérapeutiques de Champel-sur-Arve. David Moriaud voulait offrir à ses clients une perspective romantique et historique, depuis son établissement situé au bord de l'Arve. La tour fut laissée à l'abandon au début des années 1970. Menaçant de s'écrouler, elle fut rénovée en 1985, uniquement extérieurement : tous les accès à la terrasse, qui donnait alors une vue sur Carouge et l'Arve, furent condamnés.

### Parc Bertrand

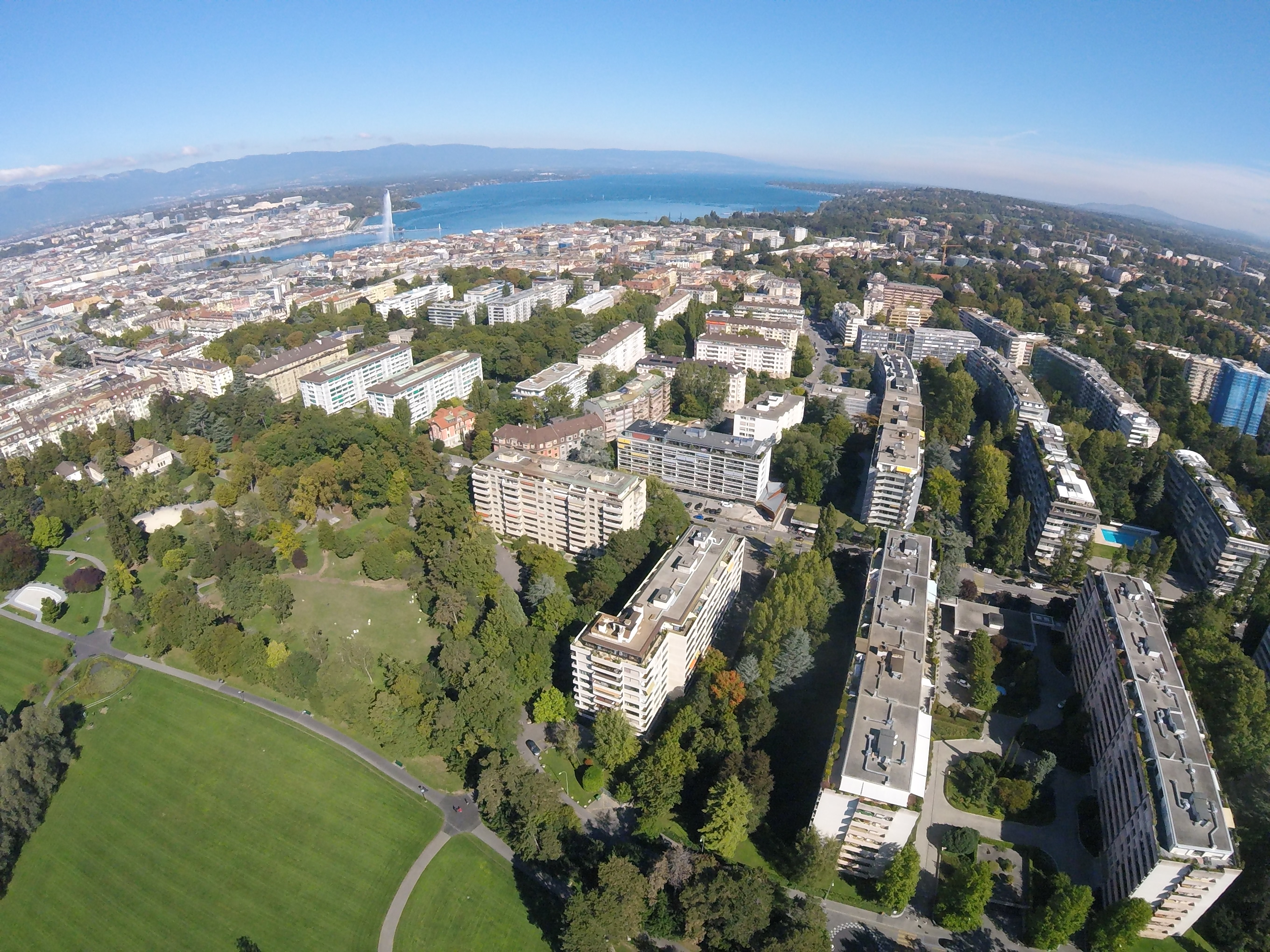
Champel, vue aérienne

Le Parc Bertrand est l'un des plus grands parcs publics de la Ville de Genève. En effet, le parc de 110 823 m² a été créé au XVIIe siècle. Mme Alfred, veuve du photographe genevois Alfred Bertrand, légua une partie du parc à la Ville de Genève en 1933. En 1940, le domaine, ainsi que la propriété qui s'y trouve, ont été entièrement légués à la Ville de Genève. La demeure d'Alfred Bertrand devint alors l'École Bertrand, école publique de niveau primaire. Le parc prit donc le nom de son ancien propriétaire, devenant le Parc Bertrand. En 2005, l'École Bertrand fut transformée en jardin de petite enfance. Les enseignants ont été répartis dans les autres écoles primaires de Champel, telles que celles de Contamines, Peschier et des Crêts-de-Champel.
Après qu'il fut légué à la Ville de Genève, le parc subit des travaux afin qu'il devienne un lieu de loisirs, de sports et de détente. On y trouve une pataugeoire d'environ 30 centimètres de profondeur destinée aux enfants. Un espace de jeux pour enfants, muni de multiples toboggans, y a été construit. Un jardin à la japonaise, avec un étang accueillant des poissons, et un espace de liberté pour les chiens ont été constitués.